# Alan Durward

Wappen von Alan Durward

Alan Durward (auch: Alan Doorward; schottisch-gälisch: Ailean Dorsair; † 1275) war ein schottischer Magnat. Er war der führende schottische Politiker während der Minderjährigkeit von König Alexander III.

## Herkunft und Erbe

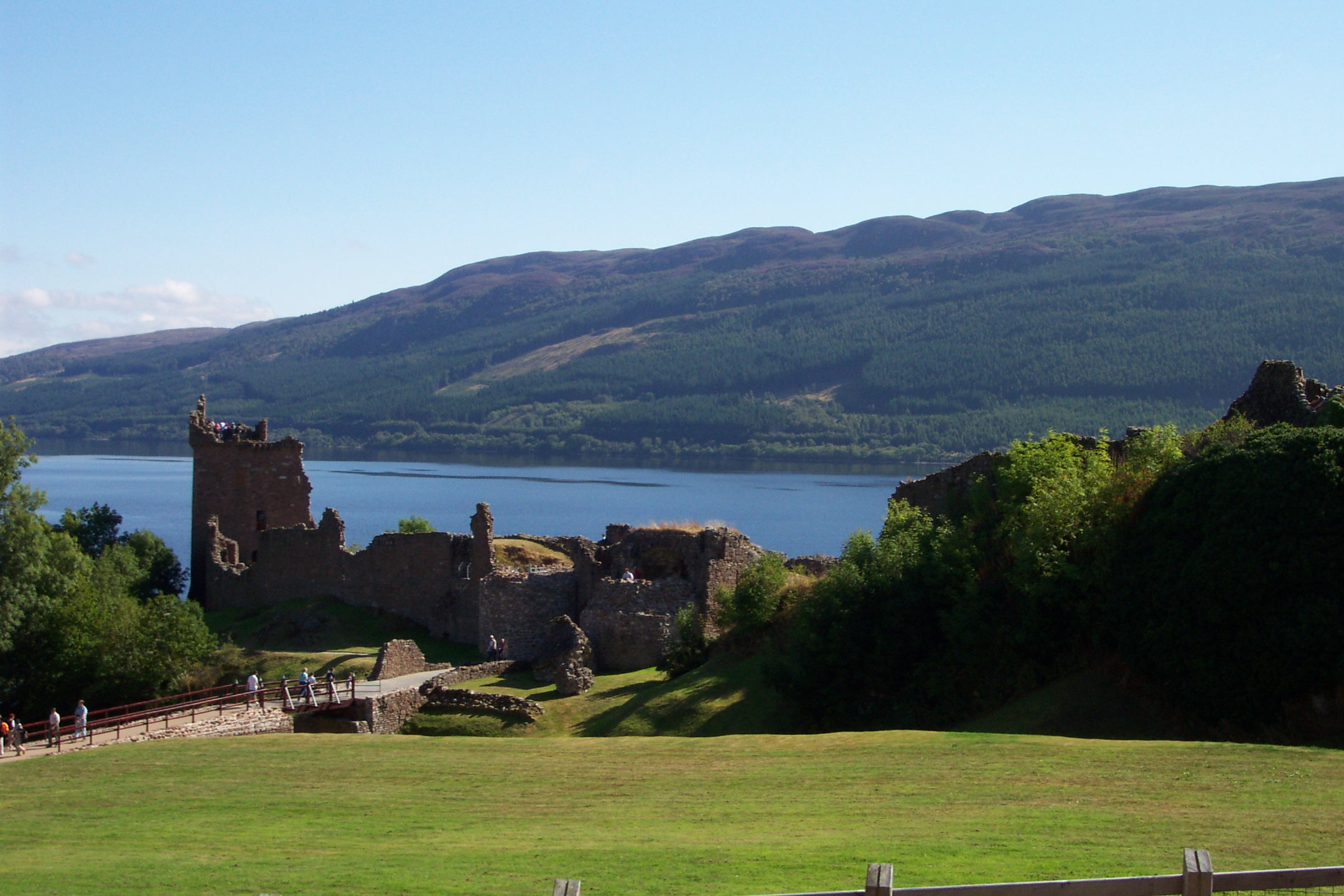
Die Ruine von Urquhart Castle, mit dessen Bau vermutlich Durward begann

Alan Durward entstammte der Familie de Lundin, die sich nach Lundie in Angus benannte. Er war ein Sohn von Thomas Hostiarius (auch Thomas Durward). Sein Vater hatte während der Herrschaft von König Wilhelm I. das Ehrenamt des königlichen Türwächters bekleidet und wurde nach diesem Amt benannt. Nach dem Tod seines Vaters erbte Alan Durward umfangreiche Besitzungen in Nordschottland. Diese waren neben Lundie Besitzungen um Lumphanan Castle in Mar sowie Ländereien in Mearns, Cluny und Aberdeenshire. Vermutlich gehörte auch Coull Castle in Aberdeenshire zu seinen Besitzungen. Vor 1233 wurde Durward auch Lord of Urquhart am Loch Ness, wo er wahrscheinlich mit dem Bau einer Burg begann. Urquhart hatte sein Vater als Dank für die Niederschlagung der Rebellion von Guthred Macwilliam 1212 erhalten. Aufgrund seiner umfangreichen Besitzungen in Nordschottland wurde Durward zum Rivalen der Familie Comyn, die um 1212 Buchan und um 1229 Lochaber und Badenoch erworben hatten.

## Ansprüche auf die Titel Earl of Atholl und Earl of Mar
Der ehrgeizige Durward versuchte, zum Earl erhoben zu werden, um so zu einem der führenden schottischen Magnaten aufzusteigen. Ab etwa 1233 führte er den Titel Earl of Atholl, wobei unklar ist, ob er die Vormundschaft für Patrick, den minderjährigen Erben des Titels erworben hatte. Möglicherweise hatte er auch Foruleth, eine Tante von Patrick geheiratet, die ebenfalls einen Erbanspruch auf den Titel hatte. 1237 bezeugte ein nicht weiter bezeichneter Earl of Atholl, vermutlich Durward, den Vertrag von York. Nach 1237 fiel der Titel aber an den jungen Patrick, der mit Durwards Rivalen Walter Comyn, Earl of Menteith verwandt war. Durward beanspruchte aber nicht nur den Titel Earl of Atholl, sondern erhob Ansprüche auf den Titel Earl of Mar. Sein Großvater Malcolm of Lundie hatte eine Tochter von Gille Críst, 3. Earl of Mar geheiratet. Durward erhob nun gegen William of Mar Anspruch auf den Titel, da die Ansprüche von Gille Christs Tochter bei seinem Tod übergangen worden waren. Seine Ansprüche wurden aber abgewiesen. William, der neue Earl of Mar heiratete eine Tochter von William Comyn, Earl of Buchan, wohl auch um sein Bündnis mit den Comyns gegen Durward zu festigen. Durwards Rivalität zu den Comyns wurde durch seine enge Beziehung zur Familie Bisset gestärkt, die ebenfalls Rivalen der Comyns waren. Als Walter Bisset 1242 des Mordes an Patrick of Atholl beschuldigt wurde, überfielen der Earl of Dunbar und die Comyns die Besitzungen der Bissets und vielleicht auch die nördlich daran angrenzenden Ländereien von Durward. Die beiden Barone Robert de Mowat und Philip de Melville, die gemeinsam das Amt des Justiciars of Scotia innehatten, waren gegen die Fehde machtlos. Daraufhin enthob der König sie ihres Amtes und ernannte stattdessen Alan Durward zum Justiciar of Scotia und damit zum königlichen Vertreter für die Gebiete nördlich des Forth. Um die Fehde zu beenden, stellte er in Mar ein Aufgebot auf. Mit dieser Streitmacht entsetzte er den Aboyne Castle belagerten Bisset und eskortierte ihn zum König. Mit der Aufstellung des Aufgebots erneuerte Durward auch seinen Anspruch auf Mar. Trotz der Unterstützung Durwards wurde Walter Bisset aber auf Druck des Earls of Dunbar und der Comyns Ende 1242 aus Schottland verbannt.

## Aufstieg zum führenden Ratgeber von AlexanderII.
Obwohl es Durward nicht gelungen war, als Earl anerkannt zu werden, stieg er vor 1244 zu einem der führenden schottischen Barone auf. König Alexander II. versuchte, den Einfluss der beiden rivalisierenden Adelsfraktionen um Walter Comyn, Earl of Menteith und um Patrick, 5. Earl of Dunbar zu begrenzen. Er wählte deshalb Durward, der bislang nur wenig politischen Einfluss hatte und keiner der beiden Gruppen zugerechnet wurde, zu seinem neuen Hauptratgeber. Durward war der erste schottische Magnat, der 1244 den Vertrag von Newcastle beschworen durfte, den Alexander II. mit dem englischen König Heinrich III. geschlossen hatte. Durward stand nun so hoch in der Gunst des Königs, dass dieser ihm seine einzige uneheliche Tochter Marjory zur Frau gab. Bis zum Tod des Königs konnte Durward offenbar den Einfluss von Comyns stark einschränken.

## Führender schottischer Politiker während der Minderjährigkeit von AlexanderIII.

### Führung der Regierung von 1249 bis 1251
Wahrscheinlich nahm Durward 1249 am Feldzug von Alexander III. gegen die westschottischen Inseln teil, bei dem dieser erkrankte und starb. Der König hatte offenbar vor seinem Tod keine Regelungen mehr für eine Regentschaft getroffen. Der Sohn und Nachfolger des Königs, der siebenjährige Alexander III., wurde nur fünf Tage nach dem Tod seines Vaters inthronisiert. Durward eilte von der westschottischen Küste zum Krönungsort nach Scone, um seine Stellung zu halten. Er beanspruchte das Recht, den jungen König vor seiner Inthronisation zum Ritter zu schlagen. Als Vorbild diente ihm hier William Marshal, der 1217 Heinrich III. zum Ritter geschlagen hatte und dann Leiter des Regentschaftsrat geworden war. Dieses Privileg wurde Durward aber von Walter Comyn und anderen schottischen Magnaten verwehrt. Als Kompromisslösung wurde der König von David of Bernham, dem Bischof von St Andrews zum Ritter geschlagen. Trotz dieses Rückschlags beanspruchte Durward weiter das Amt des Justiciars of Scotia und die Leitung der schottischen Regierung. Er wurde von Robert Menzies als Chamberlain und Robert Kenleith als Kanzler unterstützt. Sie ließen Urkunden der Regierung stets von vielen Magnaten bezeugen, um so allgemeine Anerkennung zu erhalten. Rasch wurde jedoch klar, dass Durward nicht die Autorität und den Rückhalt unter den schottischen Magnaten hatte, um ohne Unterstützung durch den König die Regierung zu leiten. Walter Comyn blieb unangefochten der mächtigste schottische Magnat und ein Rivale von Durward. Der Verfasser der Melrose Chronicle behauptete, dass Durward sich an den Papst gewandt hätte, um seine Tochter als Nachfahrin des Königs legitimieren zu lassen. Als Nichte des Königs wäre sie dann dessen Thronerbin geworden, solange der König selbst keine Kinder hatte. Dies hätte natürlich Durwards Stellung gestärkt, doch außer dem Eintrag in der Chronik gibt es hierfür keine weiteren Belege.

### Sturz und Exil
1250 beklagten sich mehrere Prälaten über Übergriffe durch Adlige, die von Durward nicht geahndet würden. Wohl auf Druck dieser Prälaten wandte sich 1251 eine Gruppe von schottischen Magnaten, wahrscheinlich die Comyns, an den englischen König Heinrich III. Sie baten ihn um Unterstützung, wobei sie offiziell um die Hochzeit von Alexander III. mit Margarete, einer Tochter von Heinrich III. ersuchten. Diese Heirat war bereits 1244 vereinbart worden und wurde Weihnachten 1251 im nordenglischen York gefeiert. Allerdings suchten die Comyns einen Anlass, um Durward zu stürzen, und auch der englische König wünschte sich eine schottische Regierung, die seine Interessen stärker unterstützte, als Durward es tat. Durward hatte unter anderem bei der Kurie um Erlaubnis gebeten, dass Alexander III. nach westeuropäischem Vorbild gesalbt und gekrönt werden sollte. Dies hätte den Rang des schottischen Königs aufgewertet, weshalb der englische König dagegen erfolgreich Einspruch eingelegt hatte. Unmittelbar nach der Hochzeit erhoben Walter Comyn und der Earl of Mar schwere Anschuldigungen gegen Durward. Durward und seinen Unterstützern drohte die Verhaftung, worauf sie flohen. Die neue schottische Regierung wurde von Walter Comyn dominiert, obwohl dieser selbst weiterhin kein Amt übernahm. Dem neuen Regentschaftsrat gehörten mit John de Balliol und Robert de Ros auch zwei Vertreter des englischen Königs an, deren Einfluss jedoch begrenzt blieb. Nach diesem Rückschlag gelang es Durward, sich mit dem englischen König zu verständigen. Im Juli 1252 durfte er offiziell nach England ins Exil gehen. Er wollte sich aber nun nicht nur mit dem englischen König verständigen, sondern hatte wie zuvor Walter Comyn erkannt, dass er dessen Unterstützung benötigte. Deshalb nahm er als Vertreter für den Earl of Strathearn von 1253 bis 1254 an der Expedition des englischen Königs in die Gascogne teil. Von Frankreich aus begleitete Durward dabei den englischen Thronfolger Eduard nach Nordspanien zu dessen Hochzeit in Burgos. Während der Expedition denunzierte Durward aber auch seine schottischen Gegner, versprach dem englischen König Unterstützung für seine politischen Ziele und gewann so sein Vertrauen. Heinrich III. entschädigte ihn mit £ 50 für seine Aufwendungen, anstatt dieser Summe erhielt Durward 1257 die Verwaltung von Bolsover Castle im englischen Derbyshire. Die Burg blieb bis Oktober 1274 in Durwards Besitz, dazu wurde Durward von der Steuer der Tallage auf die zur Burg gehörigen Ländereien befreit.

### Führung der Regierung von 1255 bis 1257
Noch wichtiger für Durward war aber, dass der englische König seine Pläne unterstützte, um wieder die Macht in Schottland zu übernehmen. Im August 1255 zog der englische König an die schottische Grenze, während der Earl of Gloucester mit einer Streitmacht die Grenze überquerte. Walter Comyn versuchte daraufhin zu verhandeln, doch Anfang September drang der mit Durward verbündete Earl of Dunbar in Edinburgh Castle ein und brachte Alexander III. und Königin Margarete in seine Gewalt. Als Comyn daraufhin ein Heer zusammenzog, zogen Durward, Dunbar und Gloucester mit dem Königspaar in die Nähe der englischen Grenze. Neunzehn schottische Magnaten, darunter neben Dunbar der Earl of Carrick, der Earl of Fife, der Earl of Strathearn und der Steward riefen im Namen von Alexander III. einen neuen, fünfzehnköpfigen Regentschaftsrat aus. Der englische König besiegelte diese Erklärung. Angesichts dieses Drucks gaben die Comyns auf und entließen ihr Heer. Dem neuen Regentschaftsrat gehörten nun Gegner der Comyns an, während Walter Comyn und seine Verwandten, aber auch der Earl of Mar und weitere Unterstützer von der Regierung ausgeschlossen wurden. Ihnen wurde sogar der Kontakt mit dem König verboten.
Der neue, offiziell vom Earl of Dunbar geführte Regentschaftsrat sollte für sieben Jahre bis zur Volljährigkeit des Königs die Regierung führen. Durward wurde nicht nur Mitglied des Regentschaftsrats, sondern beanspruchte dazu wieder das wichtige Amt des Justiciars of Scotia. Im Gegensatz zum vorigen Regentschaftsrat wurde aber kein Mitglied mehr als Guardian of Scotland bezeichnet. Wohl um seine Stellung zu verbessern, setzte Durward seine Fehde mit William, Earl of Mar, fort und beanspruchte erneut den Titel. Er zweifelte die eheliche Geburt des Vaters und Großvaters von William an. Durwards Versuch scheiterte aber erneut. Wieder wurde rasch deutlich, dass Durward in Schottland keine breite Unterstützung hatte. Besonders die Kirche stand ihm kritisch gegenüber, nicht zuletzt, weil er drei Bischöfe als Unterstützer der Comyns vom Königshof verbannt hatte. Durward konnte nicht verhindern, dass Gamelin, der den Comyns als Kanzler gedient hatte und 1254 zum Bischof von St Andrews gewählt worden war, mit Unterstützung von Papst Alexander IV. im Dezember 1255 zum Bischof geweiht wurde. Als Gamelin nach seiner Weihe nach Schottland zurückkehren wollte, verweigerte ihm der Regentschaftsrat die Einreise, worauf Durward und die anderen Mitglieder exkommuniziert wurden.

### Staatsstreich der Comyns
Walter Comyn und seine Unterstützer gaben sich nicht geschlagen. Comyn konnte die Unterstützung des Earls of Ross und anderer nordschottischer Magnaten gewinnen. Obwohl die Comyns eine offene Rebellion scheuten, kam es in der Folge in Nordschottland zu Fehden zwischen Durward als Justiciar und seinen Gegnern. Der englische König befürchtete einen Bürgerkrieg in Schottland und versuchte im August 1257 vergeblich, zwischen Durward und den Comyns zu vermitteln. Comyn lehnte jedoch Zugeständnisse ab. In der Nacht zum 29. Oktober 1257 bemächtigte er sich in Kinross mit Hilfe von Hugh Abernethy und anderen Adligen aus der Region des jungen Königs. Dieser Staatsstreich entmachtete den Regentschaftsrat und war zugleich eine Herausforderung an den englischen König. Durward und seine Unterstützer mussten nach England flüchten. Der englische König rief daraufhin vor Januar 1258 sein Feudalheer ein, um den schottischen König aus den Händen der Rebellen zu befreien. Heinrich III. übergab Durward und seinem Unterstützter Walter Murray die Grenzburgen Wark und Norham, während sich im April das englische Heer sammelte. Anders als 1255 waren Walter Comyn und seine Unterstützter nun bereit zum Kampf. Während des Winters von 1257 bis 1258 stellten sie ihrerseits ein Heer auf, wobei Walter Comyns Neffe John offenbar als Justiciar of Galloway zahlreiche Kämpfer in Südwestschottland rekrutieren konnte. Dazu schlossen die Comyns ein Bündnis mit dem walisischen Fürsten Llywelyn ap Gruffydd, der sich im Krieg mit England befand.

### Verständigung mit den Comyns und Ende der Minderjährigkeitsregierung
Bevor das englische Heer jedoch nach Schottland aufbrechen konnte, kam es im April 1258 zu einer Revolte zahlreicher englischer Magnaten, die im Juni Heinrich III. weitgehend entmachteten. Eine englische Gesandtschaft unter Führung des Earl of Leicester versuchte zu Verhandlungen nach Schottland zu gelangen, doch an der Grenze traf sie auf das schottische Heer. Wohl auch auf Drängen des jungen Alexanders kam es im September zu dreiwöchigen Verhandlungen, in denen schließlich Walter Comyn einer Verständigung mit Durward zustimmte. Durward musste auf seine Ansprüche auf Mar und auf das Amt des Justiciars verzichten, das wieder an den Earl of Buchan fiel. Auch andere Unterstützer der Comyns erhielten ihre 1255 verlorenen Ämter zurück. Im Gegenzug durften Durward und vier seiner Unterstützer dem neuen, nun zehnköpfigen Regentschaftsrat angehören. Während der verbliebenen Zeit der Minderjährigkeit des schottischen Königs kam es zu keinen neuen offenen Konfrontationen, wozu sicherlich beitrug, das Walter Comyn kurz nach seinem Triumph im Oktober 1258 starb. Der junge Alexander III. wollte sich nun an keine der beiden rivalisierenden Adelsfraktionen binden und übernahm zunehmend selbst die Regierung, womit die Bedeutung der Magnaten abnahm. Obwohl Durward klar an Einfluss verloren hatte, gehörte er aber weiter zu den führenden schottischen Politikern. 1259 reiste er zusammen mit den Führern der Familie Comyn nach England, um die 1255 nach Durwards Staatsstreich besiegelte Urkunde zu erhalten, nach der Alexander III. bis 1262 unter der Vormundschaft des englischen Königs stand. Als Königin Margarete 1260 zur Entbindung ihres ersten Kinds zu ihrem Vater nach England reiste, wurde Durward als einer der dreizehn schottischen Beauftragten genannt, die im Falle des Tods des schottischen Königs das Kind zurück nach Schottland geleiten sollten. Im Herbst 1260 beschuldigte John Comyn Isabel of Menteith, die Witwe seines Onkels Walter, des Mordes an seinem Onkel, um so Menteith in seinen Besitz zu bringen. Dabei wurde er von Durward und mehreren anderen Magnaten unterstützt. Alexander III. war zu der Zeit noch in England, kehrte angesichts der Nachrichten aus Schottland jedoch sofort zurück. Vor April 1261 bekräftigte er seine Entscheidung, dass Menteith an Walter Stewart fallen sollte. Durward und die anderen Magnaten akzeptierten die Autorität des jungen Königs, womit die Minderjährigkeit faktisch endete.

## Weitere Tätigkeit unter AlexanderIII.
1264 ernannte der König Durward zusammen mit Buchan und Mar zu einem der Kommandanten des Heeres, das im Krieg mit Norwegen die westschottischen Inseln angreifen sollte. Auf den Inseln führte das Heer einen Verwüstungsfeldzug gegen die Lords, die noch den norwegischen König unterstützten. In den 1260er Jahren gehörte Durward jedoch nur noch unregelmäßig zum Gefolge des Königs. Nach 1268 schien er sich ganz aus der Politik zurückgezogen haben. Der englische König bedachte ihn aber noch mehrfach, zuletzt 1275, mit Geschenken und Privilegien.

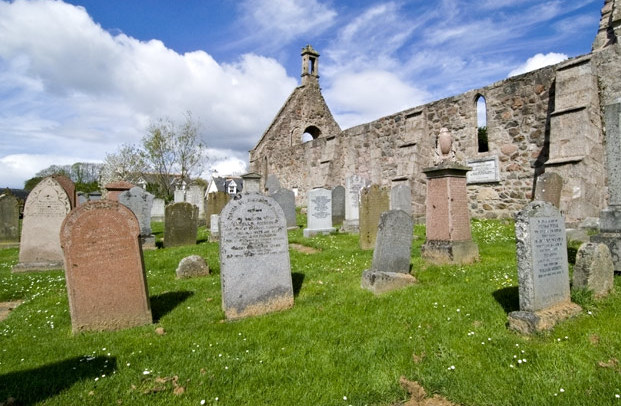
Die Ruine der Kirche des von Durward geförderten Hospitals in Kincardine O’Neil

## Nachkommen und Erbe
Durward genaues Todesdatum ist unbekannt. Er wurde in Coupar Angus Abbey beigesetzt, die er neben Lindores und Arbroath Abbey sowie dem Hospital von Kincardine O’Neil mit Schenkungen bedacht hatte. Aus seiner Ehe mit Marjory hatte Durward mindestens einen Sohn und drei Töchter:
- Thomas Durward († vor 1275)
- Ermengarde, ⚭ William de Soulis, Lord of Liddesdale
- Anna, ⚭ Colban, 7. Earl of Fife
- namentlich unbekannte Tochter, ⚭ John Bisset

Sein Sohn Thomas bezeugte um 1256 eine Urkunde seines Vaters, starb jedoch vor 1275 ohne Nachkommen. Deshalb wurde nach Durwards Tod sein Besitz unter seinen drei Töchtern aufgeteilt. Das Hofamt des Usher bzw. Türhüters hatte seine Bedeutung verloren und wurde nach Durwards Tod nicht mehr vergeben.

## Bewertung
Durwards Rolle in der politisch unruhigen Zeit der Minderjährigkeitsregierung in den 1250er Jahren wurde bereits von den mittelalterlichen Chronisten unterschiedlich bewertet. Während die den Comyns wohlgesonnene Melrose-Chronicle Durward als Hauptverantwortlichen für alle Schäden verantwortlich machte, die während der Minderjährigkeit des Königs entstanden waren, bezeichnete ihn Walter Bower als großzügigen und energischen Kämpfer, der treu dem König und dem Königreich diente. Ältere Historiker betrachteten Durward als Führer einer pro-englischen Gruppe in Schottland. Diese Zuordnung ist aber falsch, denn während der Minderjährigkeit von Alexander III. konnte keine politische Gruppe ohne die Unterstützung des englischen Königs Erfolg haben. Durward suchte nur deshalb stärker die Unterstützung des englischen Königs als seine Gegner, weil er wusste, dass er in Schottland selbst nicht genügend Unterstützer hatte. Als Durward dagegen dem Regentschaftsrat angehörte, betrieb er nicht unbedingt eine englandfreundliche Politik. Unter anderem verhinderte er, dass die Kirche in Schottland Steuern erhob, die für die Finanzierung des sizilianischen Abenteuer des englischen Königs bestimmt waren.